# The 10th Kingdom
The 10th Kingdom é uma minissérie de oito horas, feita nos Estados Unidos, escrita por Simon Moore e baseada no livro de Kristine Kathryn Rusch e Dean Wesley Smith, com o pseudônimo de Kathryn Wesley. Conta as aventuras de uma jovem e do seu pai, depois de terem sido arrastados de Manhattan para um mundo de fantasia, através de um espelho mágico. O filme, feito pela Hallmark Entertainment e pela NBC, foi transmitido pela primeira vez nos EUA em 27 de fevereiro de 2000.

## Atores e personagens

### Heróis
- Kimberly Williams como Virginia Lewis
- Scott Cohen como Wolf
- John Larroquette como Tony Lewis
- Daniel Lapaine como Princípe/Rei Wendell Winston Walter White

### Vilões
- Dianne Wiest como A Rainha Má/Christine Slevil-Lewis-White
- Ed O'Neill como Relish, o Rei Troll
- Rutger Hauer como o caçador
- Dawnn Lewis como Blabberwort, o Troll
- Hugh O'Gorman como Burly, o Troll
- Jeremiah Birkett como Bluebell, o Troll
- Jessica James como a madrasta má da Branca de Neve – A Bruxa do Pântano